# Luigi Pascale
Luigi Pascale (Napoli, 1º novembre 1923 – Napoli, 13 marzo 2017) è stato un ingegnere aeronautico e imprenditore italiano.

## Biografia
Si laureò nel 1948 in ingegneria meccanica presso l'Università di Napoli e presto divenne prima assistente di Umberto Nobile, poi professore.
A soli 25 anni costruì con il fratello Giovanni il suo primo aeroplano, il P.48 Astore, portato in volo il 2 aprile 1951 da Mario De Bernardi. A questo primo modello artigianale costruito nel garage di casa ne seguirono altri fino alla vittoria del Giro di Sicilia; vittoria che portò i fratelli a decidere di aprire il loro primo stabilimento. Così nel 1957 nacque Partenavia che, dopo importanti successi di mercato, venne acquisita da Aeritalia.
Nel 1968 disegna il bimotore leggero P.68 (oggi in produzione con la Vulcanair) costruito in più di 430 esemplari. Nel 1986 fondò con il fratello la Tecnam, specializzata nella progettazione e produzione di veicoli leggeri ed ultraleggeri tra cui spicca il Tecnam P92. Sui 7000 velivoli complessivamente costruiti tra Partenavia e Tecnam, oggi sono 3500 quelli disegnati da Pascale che volano in tutto il mondo.

## Riconoscimenti
- Paul Tissandier diploma dalla Federation Aeronautique Internationale FAI
- Aeroplano d’Argento – UGAI (Unione Giornalisti Aerospaziali Italiani)
- AirPress diploma
- Diploma di Merito Accademia Pontaniana
- Flieger Magazin Award 2013

- Laurea ad Honorem in Ingegneria Aerospaziale (2016). Università della Campania
- LAMA Light Aircraft Manufacturers Association Award[4]